# Ask (Akershus)
Ask – wieś w Norwegii, około 20 km na północny wschód od Oslo. Siedziba gminy Gjerdrum w prowincji Akershus. Około 5 tys. mieszkańców.
30 grudnia 2020 w miejscowości powstało osuwisko o długości 700 metrów i szerokości 300 metrów, w wyniku którego zawaliło się co najmniej 14 budynków mieszkalnych, 10 osób zostało rannych, a 900 ewakuowano.